# 康大食品
中國康大食品有限公司，簡稱康大食品，以及中國康大食品（英語：China Kangda Food Company Limited，SGX：P74、港交所：00834），在1992年由2家國有企業青島市糧油食品進出口公司以及青島膠南市進出口公司共同合并成立。其後在1995年才轉為民營企業。

## 历史
業務在中华人民共和国經營加工食品，其主要品牌為「康大牌」、「嘉府牌」、「KONDA牌」，以及「U味牌」各類肉食農業產品，包括兔、雞等家禽，其次是紡織產品。總部位於青岛市西海岸新区滨海大道317号。現時主席為高思詩，總裁為高岩緒。
股份在2006年10月9日於新加坡交易所主板上市，以及在2008年12月22日於香港交易所以介紹形式主板上市。至於在新加坡則以招股價為0.46新加坡元，發行股份為100,000,000股，集資額為46,000,000新加坡元。

## 連結
- KangdaFood.com （页面存档备份，存于）